# یدوبنزن
یدوبنزن (به انگلیسی: Iodobenzene) با فرمول شیمیایی C۶H۵I یک ترکیب شیمیایی با شناسه پاب‌کم ۱۱۵۷۵ است. که جرم مولی آن ۲۰۴٫۰۱ g/mol می‌باشد. 